# Àlex Batllori
Alejandro Batllorí Olmos (Sabadell, 21 de octubre de 1991) nacido en Sant Andreu de Llavaneres. Su carrera cinematográfica empezó en L'orquestra de les estrelles, de 2003. Ha participado en 2008 en No me pidas que te bese, porque te besaré y en I et speil i en gåte. Ese año también formó parte del reparto de la película El juego del ahorcado.
Su actuación más significativa fue en REC 2, en el año 2009. En 2010, además de integrarse entre los actores de Física o Química, ha rodado la película La mosquitera.
Dos cortometrajes completan la trayectoria de Àlex Batllori: 75 metros, dirigido por Daniel Castro en 2009 y Destination: Ireland, dirigido por Carlos Alfayate en el año 2008.
También ha participado en Osos Rojos junto a Marc Soto dirigida por Eder García.
En 2013 vuelve a la televisión interpretando al hijo del personaje de Alexandra Jiménez en la serie Familia y en 2014 estrena en dos películas de corte muy diferente: la exitosa comedia juvenil Perdona si te llamo amor, basada en el best seller de Federico Moccia, y la original Stella cadente de Luis Miñarro. Por su interpretación de un criado de Amadeo de Saboya en este último film es candidato a los Premios Gaudí, nominación que comparte con actores de la talla de Eduard Fernández, Francesc Garrido y Sergi López.

## Filmografía

### Películas
| Año  | Título                                             | Personaje      | Director                     | Notas             |
| ---- | -------------------------------------------------- | -------------- | ---------------------------- | ----------------- |
| 2023 | Parapents                                          | Biel           | Carlos R. Haro               | Protagonista      |
| 2017 | Los del túnel                                      | Rafi           | Pepón Montero                | Secundario        |
| 2015 | La cueva sagrada (Cortometraje)                    | Ángel          | Aleix Massot                 | Protagonista      |
| 2014 | Perdona si te llamo amor                           | Jorge          | Joaquín Llamas               | Secundario        |
| 2014 | Stella cadente                                     | Joven criado   | Luis Miñarro                 | Secundario        |
| 2014 | REC 4                                              | Uri            | Jaume Balagueró              | Invitado Especial |
| 2013 | Sangre joven (Teaser)                              | David          | Denise Castro                | Protagonista      |
| 2013 | Nunca he estado en Poughkeepsie (LittleSecretFilm) | Dick Tremaine  | Ángel Sala                   | Protagonista      |
| 2013 | Los inocentes                                      | Cristian       | Alumnos de la ESCAC          | Protagonista      |
| 2012 | Agua! (Cortometraje)                               | Alex           | Mikel Rueda                  | Protagonista      |
| 2010 | La mosquitera                                      | Sergi          | Agustí Vila                  | Secundario        |
| 2009 | REC 2                                              | Uri            | Jaume Balagueró y Paco Plaza | Secundario        |
| 2009 | 75 metros (Cortometraje)                           | Soldado        | Daniel Castro                | Protagonista      |
| 2008 | I et speil i en gåte                               | Sebastian      | Jesper W. Nielsen            | Coprotagonista    |
| 2008 | No me pidas que te bese, porque te besaré          | Albert 15 años | Albert Espinosa              | Reparto           |
| 2008 | El juego del ahorcado                              | Jugador 1      | Manuel Gómez Pereira         | Reparto           |
| 2008 | Destination: Ireland (Cortometraje)                | David          | Carlos Alfayate              | Protagonista      |
| 2003 | La orquesta de las estrellas (TV-Movie)            | Bernat         | Eduard Cortés                | Reparto           |

### Series de televisión
| Año       | Título                           | Personaje       | Cadena    | Notas        |
| --------- | -------------------------------- | --------------- | --------- | ------------ |
| 2015-¿?   | Yo voy al instituto              | Albert Espinosa | FOX TV    | 40 episodios |
| 2013      | Familia: Manual de supervivencia | Jacobo Oquendo  | Telecinco | 7 episodios  |
| 2010-2011 | Física o química                 | Álvaro          | Antena 3  | 30 episodios |